# Serie B 2009-2010 (hockey su pista)
La Serie B 2009-2010 è stato il torneo di terzo livello del campionato italiano di hockey su pista per la stagione 2009-2010. La competizione è iniziata il 5 dicembre 2009 e si è conclusa il 9 maggio 2010.
A vincere il torneo sono state il Roller Salerno e il Castiglione che, avendo i necessari requisiti, sono stati promossi in Serie A2.

## Stagione

### Formula
Le 33 squadre partecipanti sono state divise in cinque gironi territoriali che si sono svolti con la formula del girone all'italiana con gare di andata e ritorno. Al termine le prime classificate si sono qualificate per le final eight per determinare le squadre promosse in serie A2.

## Prima Fase

### Girone A

#### Squadre partecipanti
| Club             | Città               | Impianto                       |
| ---------------- | ------------------- | ------------------------------ |
| Agrate Brianza   | Agrate Brianza (MB) | Centro Sportivo Santa Caterina |
| Amatori Lodi (B) | Lodi                | PalaCastellotti                |
| Monza e Brianza  | Monza               | PalaRovagnati di Biassono (MB) |
| Roller 3000 (B)  | Novara              | Palasport Dal Lago             |
| Rotellistica 93  | Novara              | Palasport Dal Lago             |
| Seregno (B)      | Seregno (MB)        | PalaSomaschini                 |

#### Classifica finale
|  | Pos. | Squadra          | Pt | G  | V | N | P | GF | GS  | DR  |
|  | ---- | ---------------- | -- | -- | - | - | - | -- | --- | --- |
|  | 1.   | Monza e Brianza  | 25 | 10 | 8 | 1 | 1 | 88 | 42  | +46 |
|  | 2.   | Rotellistica 93  | 19 | 10 | 6 | 1 | 3 | 69 | 50  | +19 |
|  | 3.   | Seregno (B)      | 16 | 10 | 5 | 1 | 4 | 53 | 52  | +1  |
|  | 4.   | Amatori Lodi (B) | 15 | 10 | 4 | 3 | 3 | 65 | 49  | +16 |
|  | 5.   | Agrate Brianza   | 6  | 10 | 1 | 3 | 6 | 31 | 53  | -22 |
|  | 6.   | Roller 3000 (B)  | 4  | 10 | 1 | 1 | 8 | 40 | 100 | -60 |

Legenda:
  Qualificato alle final eight.
Note:
Tre punti a vittoria, uno per il pareggio, zero a sconfitta.
In caso di arrivo di due o più squadre a pari punti, la graduatoria finale verrà stilata secondo la classifica avulsa tra le squadre interessate che prevede, in ordine, i seguenti criteri:
- Punti negli scontri diretti
- Differenza reti negli scontri diretti
- Differenza reti generale
- Reti realizzate in generale
- Sorteggio

### Girone B

#### Squadre partecipanti
| Club                  | Città                      | Impianto     |
| --------------------- | -------------------------- | ------------ |
| Bassano 54 (B)        | Bassano del Grappa (VI)    | PalaSind     |
| Breganze (B)          | Breganze (VI)              | PalaFerrarin |
| Marzotto Valdagno (B) | Valdagno (VI)              | PalaLido     |
| Montecchio M.         | Montecchio Maggiore (VI)   |              |
| Montecchio P.         | Montecchio Precalcino (VI) | PalaVaccari  |
| Pordenone             | Pordenone                  | PalaMarrone  |
| Roller Bassano (B)    | Bassano del Grappa (VI)    | PalaDue      |
| Roller Bassano (C)    | Bassano del Grappa (VI)    | PalaDue      |
| Trissino (B)          | Trissino (VI)              | PalaDante    |

#### Classifica finale
|  | Pos. | Squadra               | Pt | G  | V  | N | P  | GF  | GS  | DR  |
|  | ---- | --------------------- | -- | -- | -- | - | -- | --- | --- | --- |
|  | 1.   | Roller Bassano (B)    | 36 | 16 | 12 | 0 | 4  | 106 | 68  | +38 |
|  | 2.   | Montecchio P.         | 35 | 16 | 11 | 2 | 3  | 115 | 72  | +43 |
|  | 3.   | Pordenone             | 35 | 16 | 11 | 2 | 3  | 108 | 73  | +35 |
|  | 4.   | Bassano 54 (B)        | 28 | 16 | 9  | 1 | 6  | 83  | 65  | +18 |
|  | 5.   | Marzotto Valdagno (B) | 27 | 16 | 9  | 0 | 7  | 95  | 83  | +12 |
|  | 6.   | Breganze (B)          | 16 | 16 | 5  | 1 | 10 | 81  | 127 | -46 |
|  | 7.   | Trissino (B)          | 15 | 16 | 5  | 0 | 11 | 80  | 97  | -17 |
|  | 8.   | Montecchio M.         | 12 | 16 | 4  | 0 | 12 | 75  | 107 | -32 |
|  | 9.   | Roller Bassano (C)    | 9  | 16 | 3  | 0 | 13 | 63  | 114 | -51 |

Legenda:
  Qualificato alle final eight.
Note:
Tre punti a vittoria, uno per il pareggio, zero a sconfitta.
In caso di arrivo di due o più squadre a pari punti, la graduatoria finale verrà stilata secondo la classifica avulsa tra le squadre interessate che prevede, in ordine, i seguenti criteri:
- Punti negli scontri diretti
- Differenza reti negli scontri diretti
- Differenza reti generale
- Reti realizzate in generale
- Sorteggio

### Girone C

#### Squadre partecipanti
| Club                | Città                          | Impianto              |
| ------------------- | ------------------------------ | --------------------- |
| ASH Viareggio       | Viareggio (LU)                 | PalaBarsacchi         |
| Castiglione         | Castiglione della Pescaia (GR) | Pala Casa Mora        |
| CGC Viareggio (B)   | Viareggio (LU)                 | PalaBarsacchi         |
| Follonica (C)       | Follonica (GR)                 | Pista Armeni          |
| Forte dei Marmi (B) | Forte dei Marmi (LU)           | PalaForte             |
| Mens Sana Siena     | Siena                          | Engels Lambardi       |
| Prato 1954 (B)      | Prato                          | PalaRogai             |
| Sarzana (B)         | Sarzana (SP)                   | Pista Vecchio Mercato |
| SPV Viareggio       | Viareggio (LU)                 | PalaBarsacchi         |

#### Classifica finale
|  | Pos. | Squadra             | Pt | G  | V  | N | P  | GF  | GS  | DR   |
|  | ---- | ------------------- | -- | -- | -- | - | -- | --- | --- | ---- |
|  | 1.   | Castiglione         | 42 | 16 | 14 | 0 | 2  | 180 | 55  | +125 |
|  | 2.   | CGC Viareggio (B)   | 42 | 16 | 14 | 0 | 2  | 173 | 82  | +91  |
|  | 3.   | ASH Viareggio       | 36 | 16 | 12 | 0 | 4  | 149 | 80  | +69  |
|  | 4.   | Sarzana (B)         | 33 | 16 | 11 | 0 | 5  | 133 | 98  | +35  |
|  | 5.   | Forte dei Marmi (B) | 17 | 15 | 5  | 2 | 8  | 80  | 96  | -16  |
|  | 6.   | Follonica (C)       | 16 | 16 | 5  | 1 | 10 | 97  | 109 | -12  |
|  | 7.   | Prato 1954 (B)      | 13 | 16 | 4  | 1 | 11 | 91  | 145 | -54  |
|  | 8.   | Mens Sana Siena     | 11 | 15 | 3  | 2 | 10 | 93  | 124 | -31  |
|  | 9.   | SPV Viareggio       | 0  | 16 | 0  | 0 | 16 | 37  | 244 | -207 |

Legenda:
  Qualificato alle final eight.
Note:
Tre punti a vittoria, uno per il pareggio, zero a sconfitta.
In caso di arrivo di due o più squadre a pari punti, la graduatoria finale verrà stilata secondo la classifica avulsa tra le squadre interessate che prevede, in ordine, i seguenti criteri:
- Punti negli scontri diretti
- Differenza reti negli scontri diretti
- Differenza reti generale
- Reti realizzate in generale
- Sorteggio

### Girone D

#### Squadre partecipanti
| Club               | Città          | Impianto                                |
| ------------------ | -------------- | --------------------------------------- |
| Correggio (B)      | Correggio (RE) | Palasport Dorando Pietri                |
| Modena (B)         | Modena         | PalaMolza                               |
| G.Pico Mirandola   | Mirandola (MO) | Palazzetto dello sport Marco Simoncelli |
| Roller Suzzara     | Suzzara (MN)   |                                         |
| Villa d'Oro Modena | Modena         | PalaMolza                               |

#### Classifica finale
|  | Pos. | Squadra            | Pt | G  | V  | N | P  | GF  | GS  | DR  |
|  | ---- | ------------------ | -- | -- | -- | - | -- | --- | --- | --- |
|  | 1.   | Villa d'Oro Modena | 45 | 16 | 15 | 0 | 1  | 140 | 54  | +86 |
|  | 2.   | Correggio (B)      | 25 | 16 | 8  | 1 | 7  | 79  | 84  | -5  |
|  | 3.   | Roller Suzzara     | 25 | 16 | 8  | 1 | 7  | 82  | 91  | -9  |
|  | 4.   | G.Pico Mirandola   | 14 | 16 | 4  | 2 | 10 | 65  | 85  | -20 |
|  | 5.   | Modena (B)         | 9  | 16 | 3  | 0 | 13 | 62  | 114 | -52 |

Legenda:
  Qualificato alle final eight.
Note:
Tre punti a vittoria, uno per il pareggio, zero a sconfitta.
In caso di arrivo di due o più squadre a pari punti, la graduatoria finale verrà stilata secondo la classifica avulsa tra le squadre interessate che prevede, in ordine, i seguenti criteri:
- Punti negli scontri diretti
- Differenza reti negli scontri diretti
- Differenza reti generale
- Reti realizzate in generale
- Sorteggio

### Girone E

#### Squadre partecipanti
| Club                    | Città           | Impianto       |
| ----------------------- | --------------- | -------------- |
| AFP Giovinazzo Pol. (B) | Giovinazzo (BA) | PalaPansini    |
| CRESH Eboli             | Eboli (SA)      | PalaDirceu     |
| Molfetta (B)            | Molfetta (BA)   | PalaFiorentini |
| Roller Salerno          | Salerno         | PalaTulimieri  |

#### Classifica finale
|  | Pos. | Squadra                 | Pt | G  | V | N | P | GF | GS  | DR  |
|  | ---- | ----------------------- | -- | -- | - | - | - | -- | --- | --- |
|  | 1.   | Roller Salerno          | 30 | 12 | 9 | 3 | 0 | 99 | 47  | +52 |
|  | 2.   | CRESH Eboli             | 18 | 12 | 5 | 3 | 4 | 85 | 68  | +17 |
|  | 3.   | Molfetta (B)            | 11 | 12 | 3 | 2 | 7 | 52 | 83  | -31 |
|  | 4.   | AFP Giovinazzo Pol. (B) | 9  | 12 | 3 | 0 | 9 | 62 | 100 | -38 |

Legenda:
  Qualificato agli spareggi girone D.
Note:
Tre punti a vittoria, uno per il pareggio, zero a sconfitta.
In caso di arrivo di due o più squadre a pari punti, la graduatoria finale verrà stilata secondo la classifica avulsa tra le squadre interessate che prevede, in ordine, i seguenti criteri:
- Punti negli scontri diretti
- Differenza reti negli scontri diretti
- Differenza reti generale
- Reti realizzate in generale
- Sorteggio

## Final Eight
Le Final Eight del campionato di serie B 2009-2010 sono state disputate presso il Pala Casa Mora di Castiglione della Pescaia dal 7 al 9 maggio 2010.

### Girone A
|  | Pos. | Squadra            | Pt | G | V | N | P | GF | GS | DR  |
|  | ---- | ------------------ | -- | - | - | - | - | -- | -- | --- |
|  | 1.   | Roller Salerno     | 7  | 3 | 2 | 1 | 0 | 19 | 6  | +13 |
|  | 2.   | Roller Bassano (B) | 6  | 3 | 2 | 0 | 1 | 17 | 12 | +5  |
|  | 3.   | Monza e Brianza    | 4  | 3 | 1 | 1 | 1 | 15 | 13 | +2  |
|  | 4.   | Rotellistica 93    | 0  | 3 | 0 | 0 | 3 | 3  | 23 | -20 |

Legenda:
      Promosse in Serie A2 2010-2011.
Note:
Tre punti a vittoria, uno per il pareggio, zero a sconfitta.

### Girone B
|  | Pos. | Squadra            | Pt | G | V | N | P | GF | GS | DR |
|  | ---- | ------------------ | -- | - | - | - | - | -- | -- | -- |
|  | 1.   | Castiglione        | 7  | 3 | 2 | 1 | 0 | 12 | 9  | +3 |
|  | 2.   | Villa d'Oro Modena | 5  | 3 | 1 | 2 | 0 | 13 | 12 | +1 |
|  | 3.   | CGC Viareggio (B)  | 4  | 3 | 1 | 1 | 1 | 11 | 9  | +2 |
|  | 4.   | Pordenone          | 0  | 3 | 0 | 0 | 3 | 10 | 16 | -6 |

Legenda:
      Promosse in Serie A2 2010-2011.
Note:
Tre punti a vittoria, uno per il pareggio, zero a sconfitta.

## Coppa di Lega di Serie B

### Tabellone fase finale
|  | Quarti di finale | Quarti di finale    | Quarti di finale   |                   |                   | Semifinali | Semifinali | Semifinali |  |  | Finale | Finale      | Finale |
|  |                  |                     |                    |                   |                   |            |            |            |  |  |        |             |        |
|  |                  | Castiglione         | 9                  |                   |                   |            |            |            |  |  |        |             |        |
|  |                  | Trissino (B)        | 1                  |                   |                   |            |            |            |  |  |        |             |        |
|  |                  | Trissino (B)        | 1                  |                   | Castiglione       | 5          |            |            |  |  |        |             |        |
|  |                  |                     |                    |                   | Castiglione       | 5          |            |            |  |  |        |             |        |
|  |                  |                     | Villa d'Oro Modena | 2                 |                   |            |            |            |  |  |        |             |        |
|  |                  | Villa d'Oro Modena  | Villa d'Oro Modena | 2                 | 3                 |            |            |            |  |  |        |             |        |
|  |                  | Villa d'Oro Modena  |                    |                   | 3                 |            |            |            |  |  |        |             |        |
|  |                  | Bassano 54 (B)      | 1                  |                   |                   |            |            |            |  |  |        |             |        |
|  |                  |                     |                    |                   |                   |            |            |            |  |  |        | Castiglione | 5      |
|  |                  |                     |                    | CGC Viareggio (B) | 3                 |            |            |            |  |  |        |             |        |
|  |                  | CGC Viareggio (B)   | 5                  |                   |                   |            |            |            |  |  |        |             |        |
|  |                  | Monza e Brianza (B) | 4                  |                   |                   |            |            |            |  |  |        |             |        |
|  |                  | Monza e Brianza (B) | 4                  |                   | CGC Viareggio (B) | 5          |            |            |  |  |        |             |        |
|  |                  |                     |                    |                   | CGC Viareggio (B) | 5          |            |            |  |  |        |             |        |
|  |                  |                     | Roller Salerno     | 2                 |                   |            |            |            |  |  |        |             |        |
|  |                  | Roller Salerno      | Roller Salerno     | 2                 | 5                 |            |            |            |  |  |        |             |        |
|  |                  | Roller Salerno      |                    |                   | 5                 |            |            |            |  |  |        |             |        |
|  |                  | Roller Suzzara      | 4                  |                   |                   |            |            |            |  |  |        |             |        |